# 伊兹卢钦斯克
伊兹卢钦斯克（羅馬化：Izluchinsk）是俄罗斯汉特-曼西自治区的市级镇，为该自治区下瓦尔托夫斯克区规模最大聚居地。地处汉特-曼西自治区东部，位于鄂毕河流域瓦赫河畔，在区行政中心下瓦尔托夫斯克东北侧、自治区首府汉特-曼西斯克东方，靠近汉特-曼西自治区与托木斯克州的边界。
附近城市除区行政中心外有梅吉翁，以及托木斯克州西北部的斯特列热沃伊。
该地2022年人口有20,399人；2010年人口17,399；2002年人口15,505；1989年人口9,646。